# Tourisme dans la Nièvre
Le tourisme dans la Nièvre est essentiellement un tourisme vert chez l'habitant. La campagne est omniprésente dans le département, ce que mettait en avant son ancienne devise : « vert pays des eaux vives ».

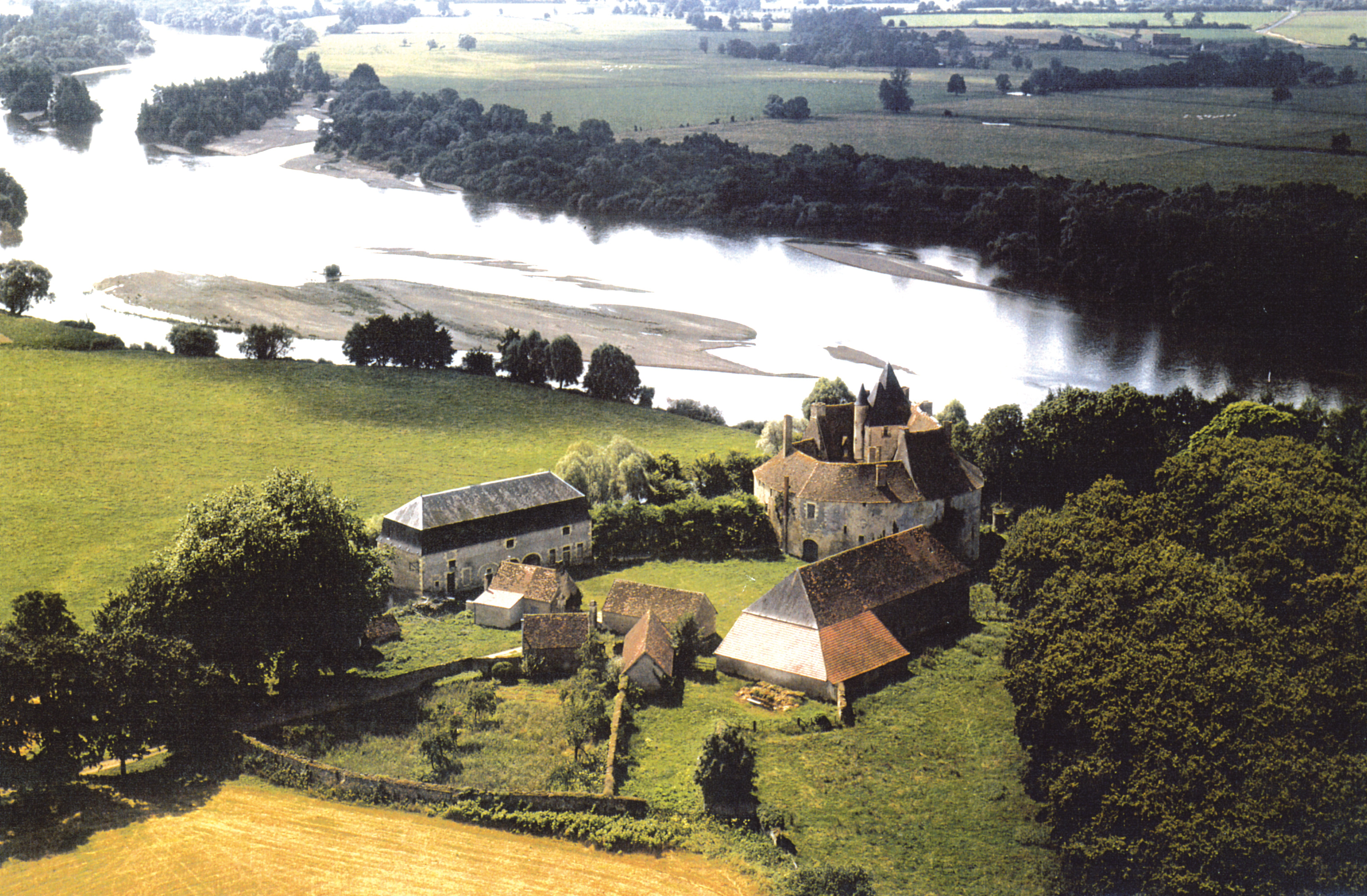
Château de Meauce

La réputation de ses vins de Bourgogne et de Loire, tels le Pouilly Fumé et le Pouilly-sur-Loire (AOC), de sa gastronomie, de son art de vivre, attire les Européens du nord.
La préfecture, Nevers, ancienne capitale des ducs de Nevers, est notamment connue pour son palais ducal et sa cathédrale, situés au cœur de la vieille ville.
La commune de Château-Chinon (Ville) est une des capitales du Morvan. Le Mont Beuvray ou Bibracte, ancienne capitale gauloise, est à quelques kilomètres de Château-Chinon, mais en Saône-et-Loire.

## Présentation du tourisme dans la Nièvre

### Fréquentation des lieux touristiques
Selon les chiffres de 2012 de l'Agence de Développement Touristique de la Nièvre, le tourisme dans la Nièvre représente chaque année 6,5 millions de nuitées consommées par des touristes français et étrangers.
Les sites les plus fréquentés sont la Châsse de Sainte Bernadette à Nevers (190 000), le site du Haut Gouloux dans le Parc naturel régional du Morvan (84 000) ainsi que le Musée de la Civilisation Celtique de Bibracte (43 000). Les manifestations culturelles et sportives attirent aussi, notamment les compétitions au Circuit de Nevers Magny-Cours (400 000), le festival des Zaccros d'ma rue à Nevers (80 000) et le Festival du Mot à La Charité-sur-Loire (16 000).

### Hébergement et restauration

#### Hébergement
L'offre d'hébergements touristiques dans la Nièvre est riche et variée. Si à Nevers et dans ses environs on trouve de nombreux hôtels, dans d'autres zones comme le Morvan il y a davantage de Gîtes ruraux, chalets ou campings. 
Certains châteaux privés  proposent des chambres d'hôtes de charme.
Sur le Canal du Nivernais il est également possible de louer un bateau habitable et ainsi partir pour plusieurs jours d'escapade.
On trouve enfin des hébergements insolites comme des roulottes, entièrement aménagée et équipées.

#### Restauration
On trouve de nombreux restaurants dans la Nièvre. Un réseau nivernais de chefs cuisiniers, "Les Toques nivernaises" garantit également la qualité du service et des mets proposés.

## Lieux touristiques

### Patrimoine historique

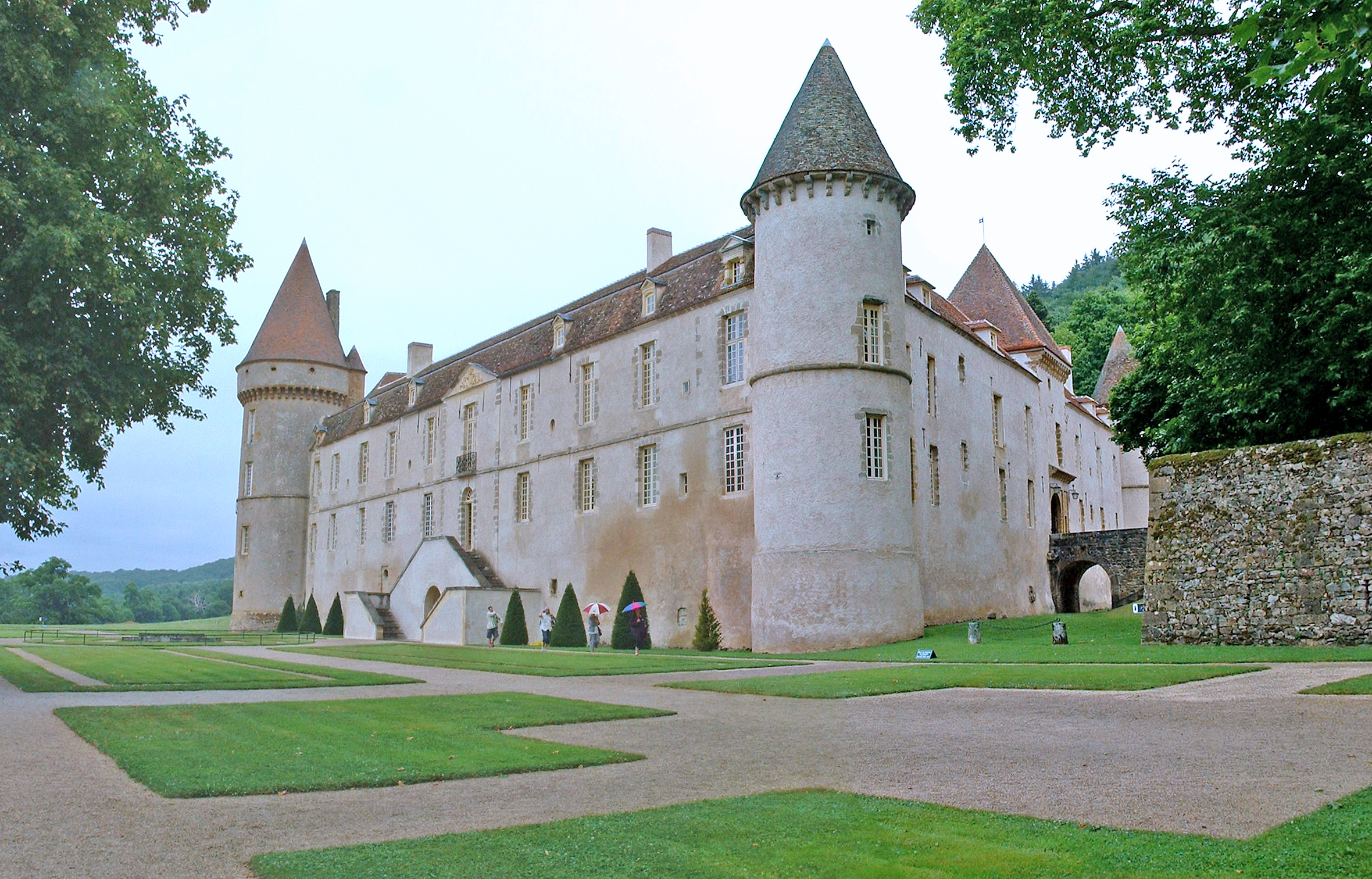
Le château de Bazoches

- À Bazoches : le château de Bazoches, ancienne propriété du maréchal de Vauban
- A Anthien: le château de Villemolin, où ont été tournés des films
- Le site remarquable d'Arthel, dominé par deux châteaux
- La butte de Montenoison et son panorama
- Le belvédère de Saint-Andelain
- Chitry-les-Mines, pays de Jules-Renard
- Le canal du Nivernais part d'Auxerre, dans l'Yonne jusqu'à Decize, dans la  Nièvre, en passant par Clamecy, cité médiévale. On y découvre des sites étonnants comme la vallée de Sardy, où s'alignent 16 écluses, ou encore les voûtes de La Collancelle.
- Nevers, ville d'art et d'histoire, domine de son promontoire la Loire. Son centre historique possède un riche patrimoine dont le Palais ducal, la cathédrale Saint-Cyr-et-Sainte-Julitte ou encore l'église Saint-Étienne.
- La Charité-sur-Loire, également située au bord de la Loire, est une ville médiévale entourée de remparts. Elle s'est développée autour de son prieuré, fondé par l'ordre de Cluny en 1059 et aujourd'hui en cours de restauration. L'église Notre-Dame a été classée par l'UNESCO « patrimoine mondial de l’humanité au titre des chemins de Saint-Jacques-de-Compostelle en France ».

### Patrimoine culturel
- Le flottage du bois : du XVIe au XIXe siècle, la ville de Clamecy ravitaille Paris en bois de chauffage issu de l'exploitation des forêts du Morvan. Les bûches sont rassemblées en radeaux ou "trains de bois" qui sont ensuite mis à l'eau afin que les flotteurs les conduisent jusqu'à la capitale. Le dernier flot de bûches fut lancé en 1923. Chaque été à Clamecy, une Fête du flottage célèbre ce patrimoine[2].
- Bernadette Soubirous, plus connue sous le nom de Sainte Bernadette, vécut à Nevers de 1866 jusqu'à sa mort en 1879, dans le couvent Saint-Gildard, maison-mère des Sœurs de la charité de Nevers. L'Espace Bernadette est aujourd'hui un important site de pèlerinage[3]. On peut y voir son corps qui repose dans une châsse de verre.
- Le site de Bibracte sur le Mont Beuvray , en Sâone-et-Loire, était la capitale du peuple celte des Éduens et un important centre économique et de pouvoir gaulois au Ier siècle av. J.-C. Avec son Musée et son centre de recherche, le site est un des plus importants témoignages sur la civilisation et la culture celtique[4].

### Musées
- Musée de la Faïence de Nevers
- Musée de la Mine de La Machine
- Les forges de Guérigny
- Musée de la Loire à Cosne-Cours-sur-Loire
- La Tour du Pouilly-Fumé à Pouilly-sur-Loire
- La ferme de Cadoux à La Celle-sur-Loire
- Musée de la mémoire potière à Saint-Amand-en-Puisaye
- L'écomusée de la Meunerie à Donzy
- Musée Auguste-Grasset à Varzy
- Musée d'Art et d'Histoire Romain-Rolland à Clamecy
- Musée du Grès ancien à Prémery
- Musée du Septennat
- Musée du Costume à Château-Chinon
- La Maison de l'élevage et du charolais à Moulins-Engilbert
- Musée de la Résistance en Morvan à Saint-Brisson.

### Milieux naturels et loisirs associés

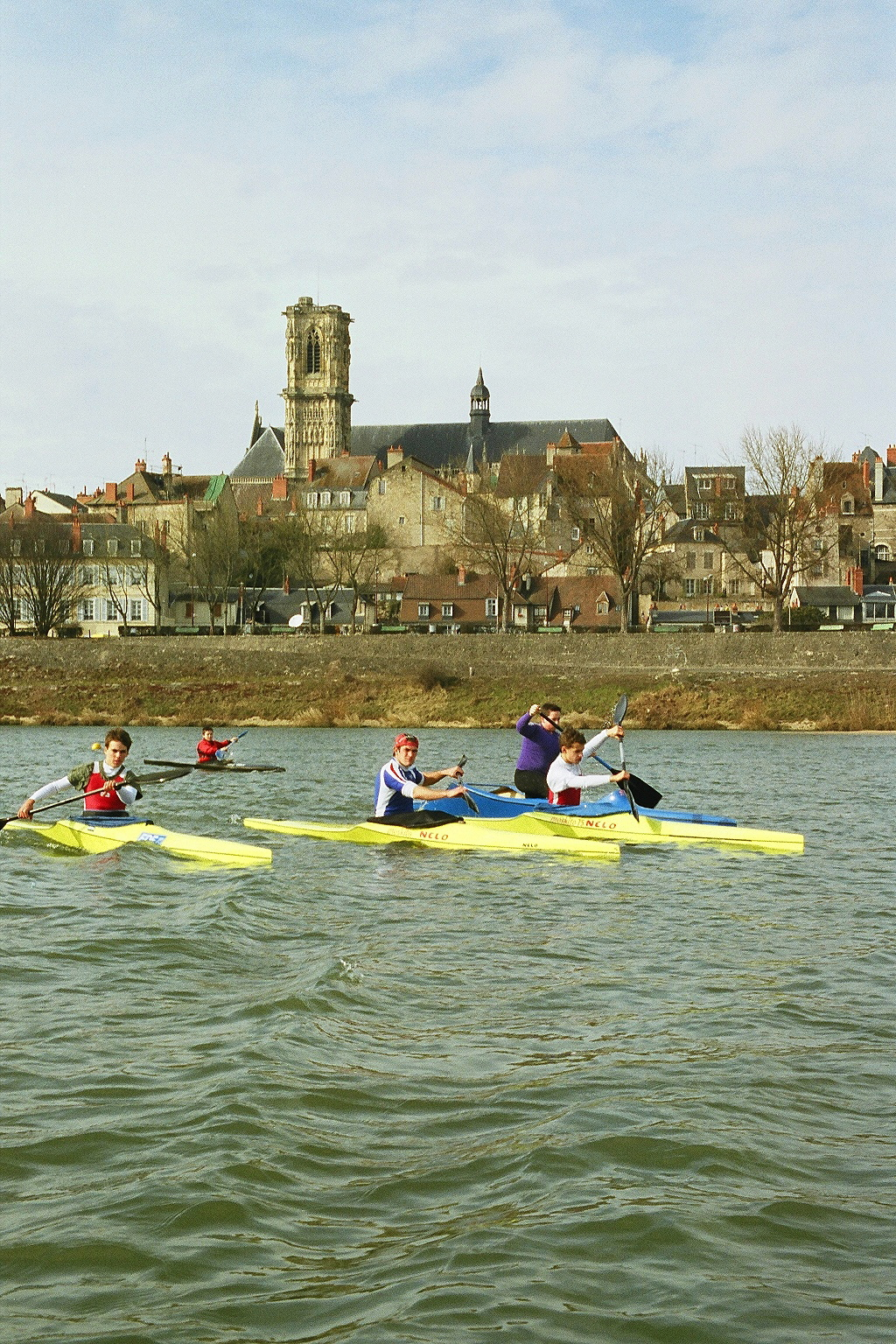
Canoë sur la Loire

#### Réserve naturelle du Val de Loire
La réserve naturelle du Val de Loire, entre La Charité-sur-Loire et Boisgibault (Tracy-sur-Loire) a été créée par le décret 95-1240 du 21 novembre 1995. On peut y voir, dans la forêt alluviale et les prairies, des libellules, 30 espèces de poissons, 190 espèces d'oiseaux, des castors, 477 espèces végétales.
La "Loire Nature" est appréciée pour les activités nautiques, pédestres mais aussi pour l'itinéraire de la Loire à vélo.

#### Le Bec d'Allier
Ce site naturel classé "Site Panda" depuis 2005 est le point de rencontre de la Loire et de l'Allier. 
Bancs de sable, forêt alluviale, prairies et landes accueillent une grande diversité animale et végétale. 
On peut y pratiquer des activités nautiques et de la randonnée.

#### Parc naturel régional du Morvan
Le parc naturel régional du Morvan, à cheval sur les quatre départements que compte la région Bourgogne, est situé pour moitié dans le département de la Nièvre. Il couvre la partie du département situé à l'est de la ligne Lormes - Château-Chinon (Ville) - Moulins-Engilbert - Luzy, c'est-à-dire la partie nivernaise du massif du Morvan. Ses missions principales, à travers divers programmes, sont la sauvegarde de la biodiversité, de la culture et du patrimoine morvandiau, la gestion des eaux et l'éducation à l'environnement et à la protection des espèces animales et végétales. La Maison du parc se situe dans la Nièvre, à Saint-Brisson.
Les grands lacs de barrages offrent plus de 1500 ha pour pratiquer la pêche des carnassiers, de la carpe et des poissons blancs.
Le lac des Settons est également connu pour sa base de loisirs permettant de pratiquer des activités nautiques,.
Le Morvan se découvre aussi à pied avec le GR 13 ou le GR de Pays Le Tour du Morvan.
Les sources y sont propices au thermalisme, reconnues pour leur vertus thérapeutiques dans le traitement des rhumatismes et des affections des voies respiratoires, notamment aux Thermes de Saint-Honoré-les-Bains.

### Parcs et jardins
Le Parc Vauvert de Clamecy propose un sentier "découverte de la nature".
Le Parc de Saint-Honoré-les-Bains est également apprécié des visiteurs pour les nombreux parcours offerts (labyrinthe, sentier sylvicole...).
Plusieurs jardins portent également le label Jardin remarquable.
- Chougny : le Jardin de Cuy
- Alligny-en-Morvan : le Jardin de la Chaux
- Châtillon-en-Bazois : parc et jardin du château de Châtillon-en-Bazois
- Limanton : jardin du château de Limanton

## Animations et manifestations
Festivals et fêtes au cours de l'année.
- À Nevers : le festival « Les Zaccros d'ma Rue », en juillet, "Un Air de Loire", tous les étés, "Garçon la note" en juillet-août, le festival « Talents de Scène », en septembre, les « Rencontres Internationales Djazz » et « Nevers à Vif », en novembre
- À La Charité-sur-Loire : le « Festival du Mot » en juin, "Format Raisins", début juillet, le « Festival de Blues en Loire » fin août
- A Nannay : le "Festival Les Conviviales", festival de cinéma, deuxième quinzaine d'août
- A Pouilly-sur-Loire : la foire aux vins le 15 août
- A Mesves, la "Fête de la Grenouille", le troisième dimanche de mai
- A Saint-Andelain : "Fête de la Saint-Clair", le premier dimanche d'août
- A Cosne-Cours-sur-Loire : le "Salon du livre", fin mai, "Festiv'Eté", tout l'été
- A Clamecy : "Festival des Perthuis", en été, "Fête de l'Andouillette", le premier week-end de juillet, "Joutes nautiques", le 14 juillet, "Fête du Flottage", en juillet, "La Descente bidon", le deuxième dimanche d'août
- À Corbigny : le « Festival Les Musicales » en août, le "Festival des arts de la rue", le week-end suivant les Journées Européennes du Patrimoine
- A Glux-en-Gienne : "Fête des Myrtilles", premier week-end d'août
- A Château-Chinon : "Festival Rock en Morvan" et Grande Fête du Morvan, fin juillet et 15 août
- A Ouroux-en-Morvan : "Festival du film court Parti(e)s de campagne" mi-juillet
- À Lormes : le « Festival de la Chanson Française »
- À Brinon-sur-Beuvron : le « Festival des Petites Rêveries »
- À Moulins-Engilbert : le « Festival Faites le mur » festival d'art mural en Morvan, début septembre
- À Luzy : « The Rock'a'bylette », festival vintage

Des fêtes musicales sont également organisées, dont la « fête de la vielle » à Anost ou les fêtes du violon et de l'accordéon à Luzy.

## Gastronomie et vins

### Les vignobles

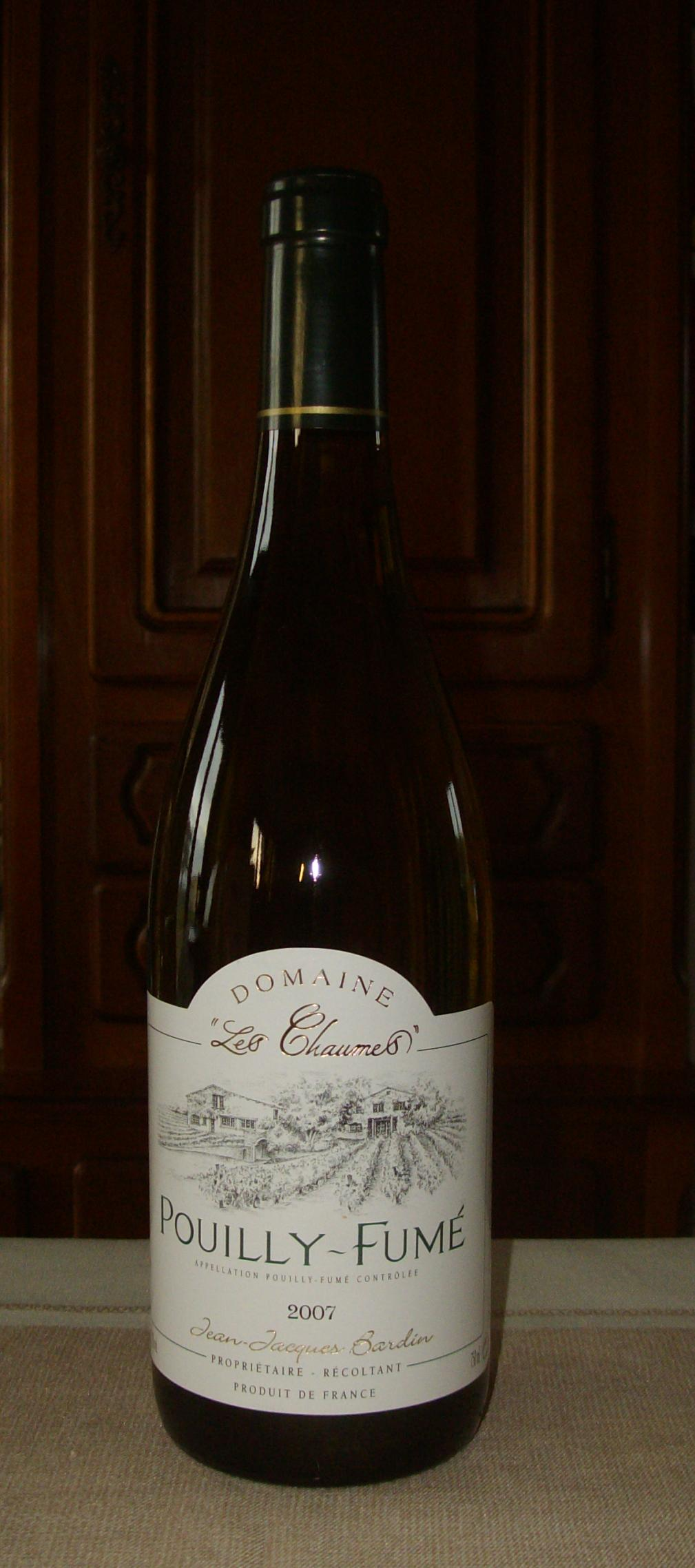
Bouteille de Pouilly-fumé 2007

Les vignobles de la Nièvre sont différents des autres vignobles de la Loire en raison des sols et du climat. Les sols sont ici essentiellement jurassiques, voisins du Chablisien. Le climat est semi-continental, aux hivers froids et aux étés chauds. 
On compte une trentaine de producteurs de Pouilly-fumé, vin blanc, tous situés à Pouilly-sur-Loire, Tracy-sur-Loire, Saint-Andelain, ainsi que des producteurs de Pouilly-sur-loire (AOC).
La Nièvre produit également des vins des Coteaux-du-giennois.
Il existe également une production viticole à Tannay, protégée par une IGP
Le rallye des Vignobles permet aux randonneurs de (re)découvrir ces vignobles, ainsi que le Sancerrois.

### Spécialités gastronomiques

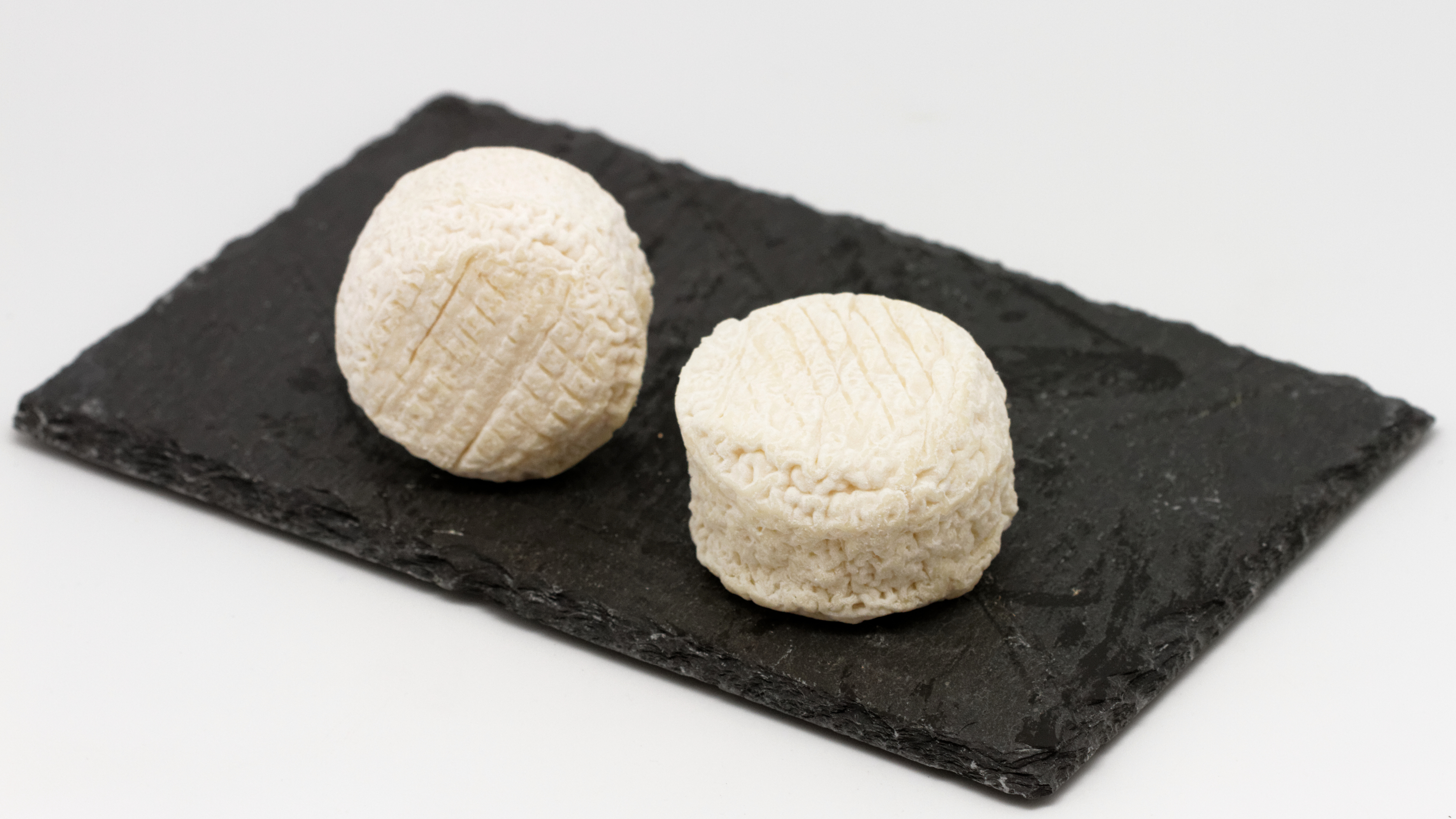
Crottin de Chavignol

La viande charolaise : les vaches charolaises, blanches, basses et trapues, sont présentes dans tous le département. Leur viande, authentifiée par le Label rouge, et d'une grande qualité et possède un goût unique. 
Pour la charcuterie mentionnons l'andouillette de Clamecy. 
Le crottin de Chavignol : fromage de chèvre AOP des bords de Loire, il est fabriqué de façon traditionnelle dans un périmètre défini (Cosne, Pouilly, La Charité-sur-Loire, Donziais et Cher). Parmi les autres fromages, citons le nivernais, le cosne et le crottin du Morvan.
Le Négus est une confiserie fabriquée à Nevers. Ce caramel mou au chocolat enrobé de sucre cuit fut créé en 1902 par la Maison Grelier pour célébrer la visite du roi d’Éthiopie. Ajoutons dans les douceurs la nougatine de Nevers et le miel du Morvan.